# 국도 제107호선 (인도)
국도 제107호선(NH 107, National Highway 107)은 우타라칸드주의 루드라프라야그와 가우리쿤드를 이어주는 인도의 일반 국도로, 총 연장은 74 km이다.